# LAMP

La piattaforma LAMP (qui con Squid)

LAMP è un acronimo (Linux, Apache, MySQL, Perl/PHP/Python), che indica una piattaforma software per lo sviluppo di applicazioni web che prende il nome dalle iniziali dei componenti software con cui è realizzata.

## Componenti
I componenti di base, da cui prende il nome, sono:
- GNU/Linux: il sistema operativo;
- Apache: il server web;
- MySQL o MariaDB, il database management system (o database server);
- Perl, PHP e/o Python: i linguaggi di programmazione.

## Applicazioni
La piattaforma LAMP è una delle più utilizzate a livello mondiale. Ognuna delle applicazioni dalle quali è composta è predisposta per l'eccellente funzionamento in concomitanza con le altre.
Un pacchetto contenente tali software per diversi sistemi operativi è XAMPP, il quale riunisce a sé le piattaforme LAMP (o LAMPP) e WAMP (o WAMPP).
Esempi di server LAMP sono quelli in uso da Wikipedia.

## Galleria d'immagini

Logo Linux
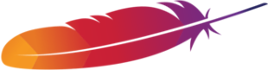
Logo Apache
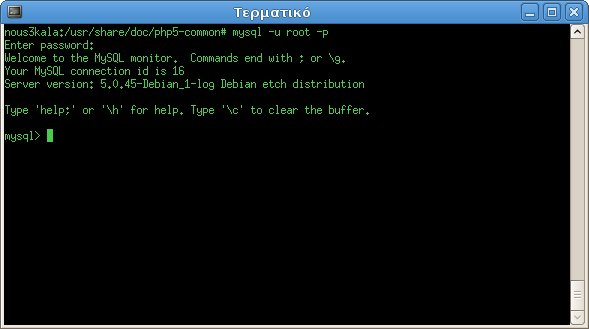
Screenshot MySQL
Logo PHP